# Delito de ultrajes a España

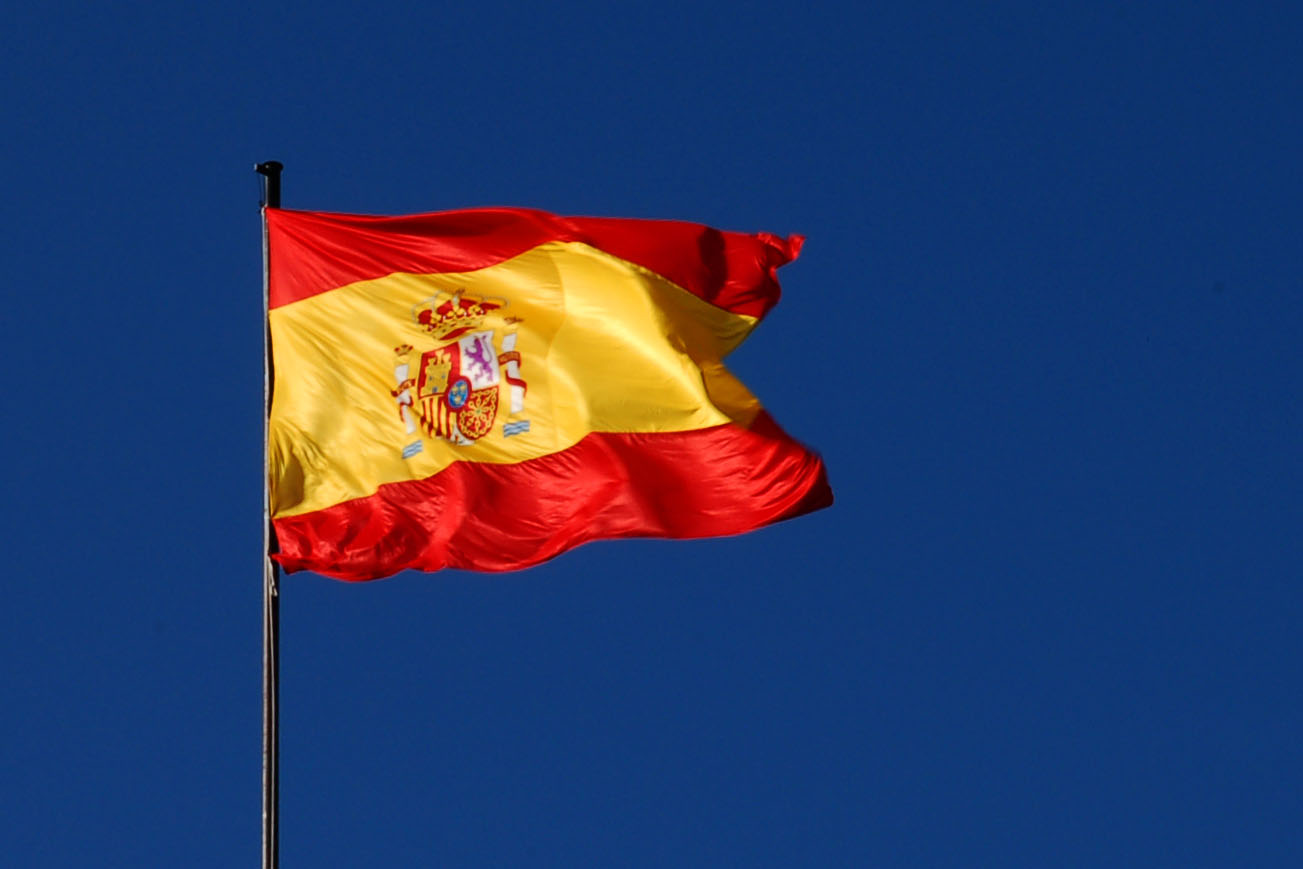
Bandera de España en el Cuartel General del Ejército del Aire en Madrid. Los ultrajes a los símbolos o emblemas de España se encuentran tipificados como delito en el Código Penal español.

Los ultrajes a España constituyen un delito tipificado en el artículo 543 —encuadrado dentro del capítulo iv («De los ultrajes a España») del título xxi («Delitos contra la Constitución») del libro ii («Delitos y sus penas»)— del Código Penal español, que prevé penas de multa de siete a doce meses para aquellos que profieran ofensas o ultrajes de palabra, por escrito o de hecho a España, a sus comunidades autónomas o a los símbolos nacionales.
Este delito, por su propia naturaleza, suele estar vinculado a manifestaciones de carácter político, aunque no siempre de corte nacionalista.
Como delito fue introducido en la Ley para la represión de los delitos contra la Patria y el Ejército (1906), para pasar a formar parte del articulado del Código Penal de 1928, de la Ley para la seguridad del Estado (1941) y del Código Penal de 1944, este último modificado por ley del 8 de abril de 1967.

## Articulado
El delito de ultrajes a España se encuentra recogido en el Código Penal, en su título xxi, llamado «Delitos contra la Constitución». En el capítulo iv se recoge un solo artículo, el 543:

Las ofensas o ultrajes de palabra, por escrito o de hecho a España, a sus Comunidades Autónomas o a sus símbolos o emblemas, efectuados con publicidad, se castigarán con la pena de multa de siete a doce meses.
Artículo 543 de la Ley Orgánica 10/1995, de 23 de noviembre, del Código Penal.

La mayoría de los pronunciamientos judiciales existentes sobre este delito se derivan de quemas de banderas nacionales y de imágenes del rey. Por lo tanto, según el criterio del Tribunal Supremo (TS) no es preciso acreditar la voluntad de ultrajar a España cuando alguien prende fuego, por ejemplo, a la bandera nacional, porque el ánimo de injuriar se encontraría ínsito en dicha acción según la jurisprudencia del alto tribunal español.
Sin embargo, el criterio y la jurisprudencia del Tribunal Europeo de Derechos Humanos (TEDH), con sede en Estrasburgo, no coinciden con los del TS. El 13 de marzo de 2018, el TEDH condenó al reino de España por violar el artículo 10 del Convenio Europeo de Derechos Humanos, relativo a la libertad de expresión. Este tribunal falló que el Estado español debía devolver 2700 euros e indemnizar con otros 9000 a dos ciudadanos españoles residentes en Cataluña, condenados por quemar una fotografía de los reyes en una manifestación en septiembre de 2007. El 8 de junio de 2023, nuevamente el TEDH volvió a condenar a España al pago de 6000 euros por violar el mismo artículo 10 en el caso de un sindicalista que profirió gritos contra la «puta bandera» de aquel país durante una protesta laboral en 2014. El alto tribunal europeo consideró que el tribunal sentenciador no motivó suficientemente la existencia de un daño o una incitación al odio, y alegó también que la sanción —multa de 1260 euros, que podía ser sustituida por la privación de libertad en caso de impago— era desproporcionada y que primaba el derecho de la persona a expresar su descontento sobre una posible ofensa a los sentimientos —en este caso, de los militares del Arsenal Militar de Ferrol—. En ambos casos, el Tribunal Constitucional de España había denegado previamente el amparo a estos ciudadanos.

## Historia

### Ley para la represión de los delitos contra la Patria y el Ejército (1906)
El antecedente más remoto del actual delito de ultrajes a España se encuentra en el delito de ultrajes a la Nación, que apareció por primera vez en el proyecto de Ley para la represión de los delitos contra la Patria y el Ejército, publicado el 16 de enero de 1906:

Los que abiertamente ó de un modo encubierto, de palabra, por escrito, por medio de impresos, estampas, alegorías, caricaturas, signos, gritos, emblemas ó alusiones, signifiquen insulto ó desprecio para la Nación, su bandera ú otro símbolo de su representación, y los que en cualquier otra forma, directa ó indirecta, traten de menoscabar el prestigio nacional, serán castigados con la pena de prisión mayor.
Artículo tercero del Real decreto autorizando al Presidente del Consejo de Ministros para presentar á las Cortes un proyecto de ley sobre represión de los delitos contra la Patria y el Ejército.

Finalmente, quedó tipificado como delito en la Ley sobre represión de los delitos contra la Patria y el Ejército, de 23 de marzo del mismo año, que decretaba la pena de prisión correccional para los reos de dicho delito:

Los que de palabra, por escrito, por medio de la imprenta, grabado, estampas, alegorías, caricaturas, signos ó alusiones, ultrajaren á la Nación, á su bandera, himno nacional ú otro emblema de su representación serán castigados con la pena de prisión correccional.

En la misma pena incurrirán los que cometan iguales delitos contra las regiones, provincias, ciudades y pueblos de España y sus banderas ó escudos.
Artículo segundo de la Ley para la represión de los delitos contra la Patria y el Ejército.

### Código Penal de 1928
El Código Penal de 1928, más concretamente su artículo 231, contemplaba los ultrajes a la Nación como delito, previendo penas de reclusión de uno a diez años:

Los que con publicidad, de palabra, por escrito, por medio de la imprenta, grabado, estampas, tarjetas, alegorías, caricaturas, signos o cualquier otro medio de difusión, gritos o alusiones hicieren manifestaciones ofensivas para la unidad de la Patria o ultrajaren a la nación, a su bandera, himno nacional u otro emblema de su representación integral serán castigados con la pena de uno a diez años de reclusión.
Artículo cuadringentésimo trigésimo primero del Real decreto-ley aprobando el proyecto de Código Penal, que se inserta, y disponiendo empiece a regir como Ley del Reino el día 1º de Enero de 1929.

### Ley para la seguridad del Estado (1941)
Derogado este Código con el advenimiento de la Segunda República, dicho delito reapareció en el artículo 27 la Ley de Seguridad del Estado, pero suavizando este las penas al distinguir entre los ultrajes realizados con o sin publicidad y privilegiando los ultrajes encubiertos:

Los ultrajes a la Nación española o al sentimiento de su unidad, así como a sus símbolos y emblemas, se penarán con prisión de uno a cinco años. Si tuvieren lugar con publicidad, con prisión de cinco a diez años.

Los ultrajes encubiertos se castigarán con pena de seis meses de arresto a dos de prisión; y si tuvieren lugar con publicidad, con prisión de tres a seis años.

Los culpables de los delitos comprendidos en este artículo serán condenados a inhabilitación para el ejercicio de cargos y funciones públicas durante un período de dos a diez años.
Artículo vigésimo séptimo de la Ley para la seguridad del Estado.

### Código Penal de 1944
De la Ley para la seguridad del Estado, el delito pasa a formar parte del Código Penal de 1944, cuyo artículo 123 quedó redactado como sigue:

Los ultrajes a la Nación española o al sentimiento de su unidad, así como a sus símbolos y emblemas, se castigarán con la pena de prisión menor; y si tuvieren lugar con publicidad, con la de prisión mayor.
Artículo centésimo vigésimo tercero del Decreto de 23 de diciembre de 1944 por el que se
aprueba y promulga el «Código Penal, texto refundido de 1944», según la autorización otorgada por la Ley de 19 de julio de 1944.

Este artículo fue modificado por la Ley 2/1967, de 8 de abril, extendiendo el ámbito delictivo de los ultrajes también "al Estado o su forma política".